# 拉吕斯卡德
拉吕斯卡德（法語：Laruscade，法語發音：[laʁyskad]）是法国吉伦特省的一个市镇，属于布莱区。

## 地理
拉吕斯卡德（45°6'28"N, 0°20'27"W）面积46.76 平方千米，位于法国新阿基坦大区吉倫特省，该省份为法国西南部沿海省份，是法國本土面积最大的省，北起滨海夏朗德省，西临大西洋，南至朗德省，东南接洛特-加龍省，东临多爾多涅省。
与拉吕斯卡德接壤的市镇（或旧市镇、城区）包括：贝德纳克、比萨克福雷、卡维尼亚克、拉普亚德、马尔瑟奈、马尔萨斯、圣马里安、圣伊藏德苏迪亚克、蒂扎克德拉普亚德。

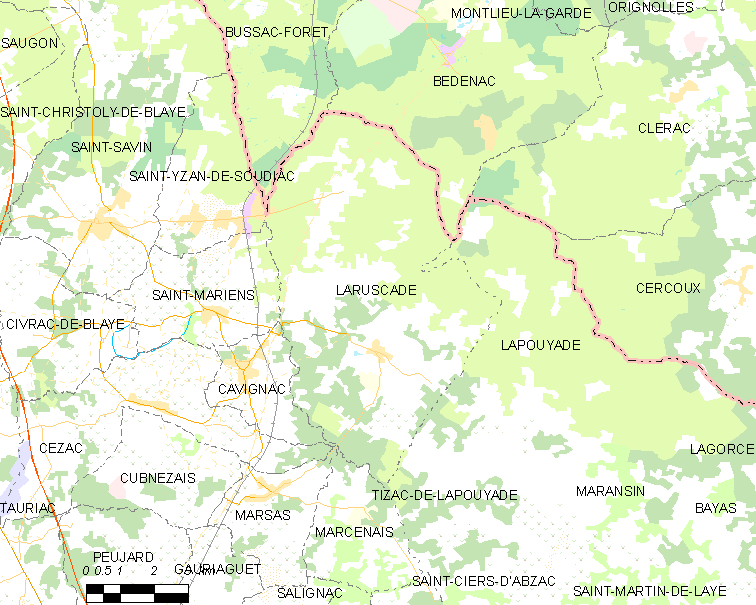
拉吕斯卡德的OSM定位图

拉吕斯卡德的时区为UTC+01:00、UTC+02:00（夏令时）。

## 行政
拉吕斯卡德的邮政编码为33620，INSEE市镇编码为33233。

## 政治
拉吕斯卡德所属的省级选区为北吉伦特县。

## 人口

1962-2008年间拉吕斯卡德人口变化图示

拉吕斯卡德于2022年1月1日时的人口数量为2808人。